# 相对

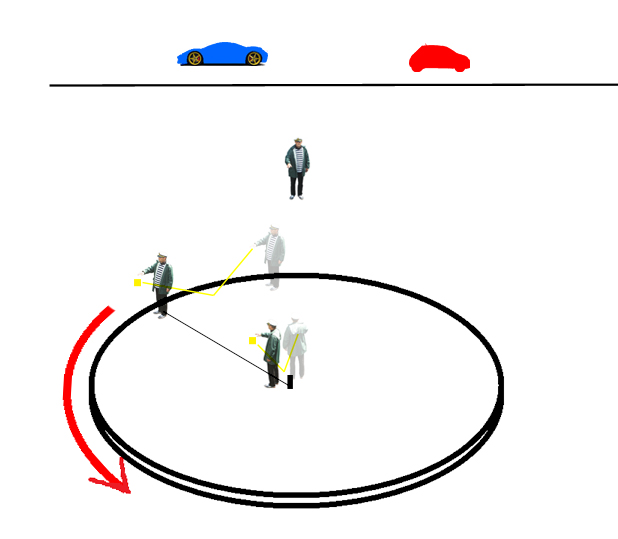

相对是一个非常日常的概念，同时也是一个非常哲学性的概念。相对一词表示在描述一个物体时对它的属性的描述无法仅仅从这个物体本身出发，而必须使用其它物体来做比较。相对这个概念最日常的用法是对一个事件发生的时间的描述，往往在描述一个事件的发生时间时要讲这个时间与其它事件发生的时间做比较。在汉语中，这样的时间比较往往用助词如“曾”、“将”等来表示；在一些其它语言中，以动词可能变态来表示一个事物的相对发生时间。
从这个本来的意义衍生出来的另一个意义是说明对一个事物的描述是出自一个特有的观点，是在于其它事物的比较下来说的一个描写。比如假如有人说“他相对而言很年轻”，这说明这个被描写的人在一个特有的群体中与其它在场的人相比较是年轻的，但这并不说明他本身的年纪到底有多么大。